# La finta pazza
La finta pazza (en català La boja fingida) és una òpera italiana en cinc actes amb música de Francesco Sacrati i llibret en italià de Giulio Strozzi. Amb decorats de Giacomo Torelli, s'estrenà al Teatro Novissimo de Venècia el 14 de gener del 1641, i després a Bolonya el 1645.
El Cardenal Mazzarino feu anar els actors italians a la cort de la regent Anna d'Àustria i l'espectacle es representà el 14 de desembre del 1645 al Petit-Bourbon, sota el títol Feste theatrali per la finta pazza. Per a entreteniment del jove Lluís XIV, Giovan Battista Balbi inventà els ballets enmig de l'escena dels lloros, els micos, els estruços, els ossos i els indis.
Mesclant música, cant, ballet, posada en escena i maquinària, La finta pazza és la primera òpera representada a França, i precursora de l'opéra-ballet.